# Voglio andare a vivere in campagna (brano musicale Toto Cutugno)
Voglio andare a vivere in campagna è un brano musicale scritto e interpretato dal cantautore pop italiano Toto Cutugno.

## Descrizione
La canzone è stata presentata dall'artista al Festival di Sanremo 1995, dove tuttavia si è piazzata solo diciassettesima su venti brani in gara.
Il brano non è stato pubblicato come singolo ma è stato reso disponibile soltanto all'interno dell'omonimo album del cantautore pubblicato contemporaneamente alla partecipazione al Festival, Voglio andare a vivere in campagna.